# 西尔吉蒂
西尔吉蒂（Sirgiti），是印度恰蒂斯加尔邦Bilaspur县的一个城镇。总人口12469（2001年）。

## 人口
该地2001年总人口12469人，其中男性6466人，女性6003人；0—6岁人口1880人，其中男935人，女945人；识字率63.97%，其中男性为75.15%，女性为51.94%。